# Proinsias De Rossa
Proinsias De Rossa (né le 15 mai 1940 à Dublin) est un homme politique irlandais, membre du Parti travailliste.

## Biographie
Il est élu une première fois au Parlement européen lors des élections européennes de 1989 sous l'étiquette du Parti des travailleurs d'Irlande. Il démissionne au cours de ce premier mandat, en juillet 1992.
Il est de nouveau élu député européen en juin 1999, réélu en
juin 2004 et juin 2009 et siège au sein du parti socialiste européen. Il démissionne le 1er février 2012 et est remplacé par Emer Costello.